# Elżbieta Kowalska (szachistka)
Elżbieta Kowalska (ur. 1 czerwca 1944 w Warszawie) – polska szachistka, mistrzyni FIDE od 1989 roku. W czasie swojej kariery występowała również jako Elżbieta Lipska (będąc wówczas żoną Tadeusza Lipskiego) i Elżbieta Kłaput.

## Kariera szachowa

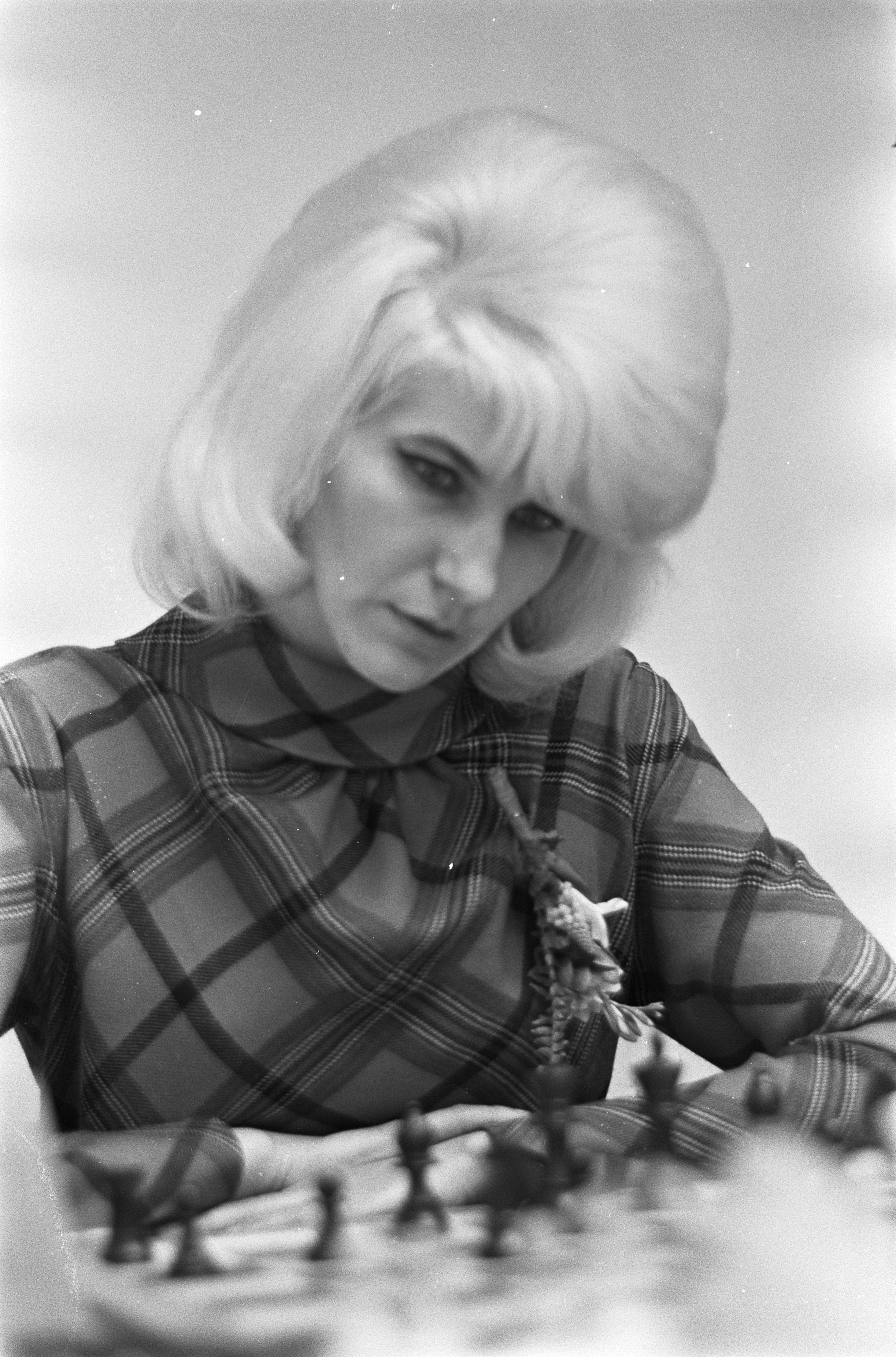
Kowalska (Wijk aan Zee 1968)

W latach 60. i 70. znajdowała się w szerokiej czołówce polskich szachistek. Po raz pierwszy w finale mistrzostw Polski wystąpiła w roku 1964 w Spale. Do roku 1983 w finałowych turniejach wystąpiła 15 razy. Największy sukces odniosła w roku 1967 w Kielcach, zdobywając tytuł mistrzyni Polski. Oprócz tego, w latach 1973 i 1980 zajmowała czwarte, w 1968 i 1979 – piąte, a w 1965 i 1969 – szóste miejsca w mistrzostwach kraju. W roku 1979 zwyciężyła w otwartym turnieju w Warszawie (przed Agnieszką Brustman), natomiast w roku 1988 zajęła IV miejsce w międzynarodowym turnieju w Grudziądzu. Duży sukces osiągnęła w roku 1994, pokonując podczas turnieju w Wiśle czołową w latach 80. zawodniczkę świata, arcymistrzynię Martę Lityńską.
Jest szesnastokrotną medalistką drużynowych mistrzostw Polski, w tym jedenastokrotnie złotą, w barwach klubów „Start” Lublin (1966) oraz „Maraton” Warszawa (1968, 1970, 1973, 1974, 1975, 1976, 1977, 1979, 1981, 1983).
Najwyższy ranking w karierze osiągnęła 1 stycznia 1990 r., z wynikiem 2185 punktów zajmowała wówczas 8. miejsce wśród polskich szachistek.